# Фокус-пуллер
Фокус-пуллер, ассистент по фокусу или 1-й ассистент оператора, на жаргоне «фокусник» — помощник кинооператора, сотрудник съёмочной группы, отвечающий за поддержание резкости сюжетно важных частей изображения кинофильма, в том числе при движении актёров и съёмочной камеры. Для этого он непрерывно осуществляет фокусировку объектива. 

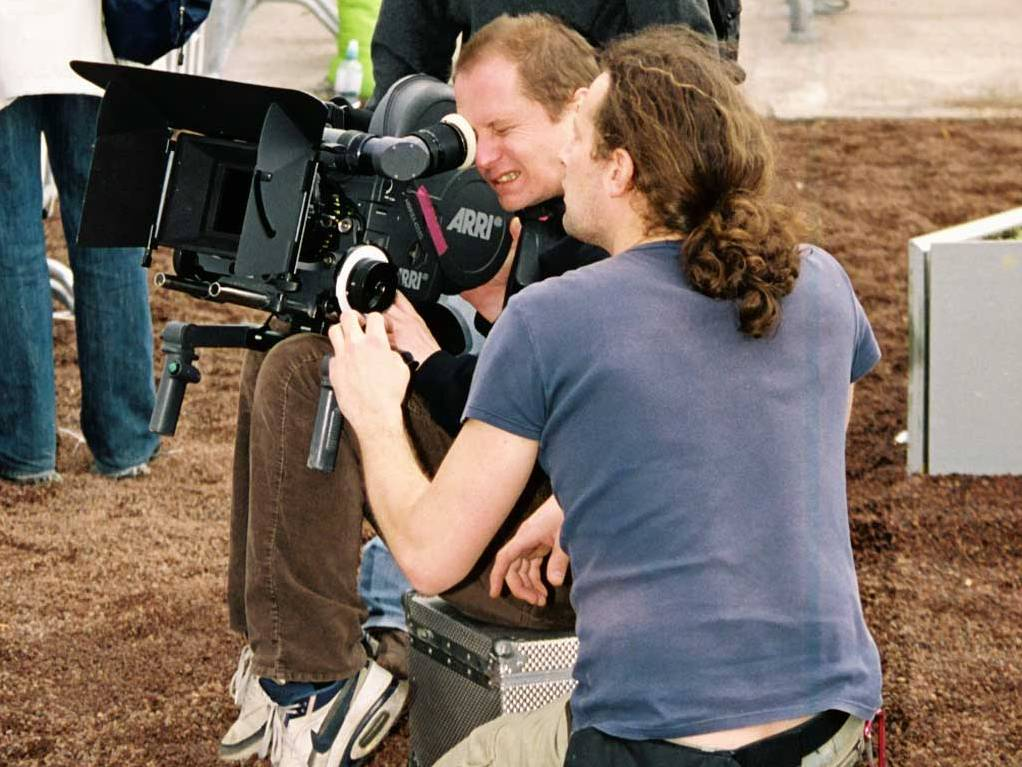
Кинооператор и фокус-пуллер у киносъёмочного аппарата за работой

Во время съёмки каждого дубля при необходимости переводит фокусировку объектива камеры с одного объекта на другой. Наиболее сложная часть работы «ассистента по фокусу» заключается в поддержании стабильной резкости объектов, движущихся в направлениях, близких к оптической оси объектива. Это требует серьёзной тренировки, знания законов оптики и хорошего глазомера.

## Обязанности
Особенности движущегося изображения не позволяют использовать в профессиональном кинематографе автофокус, работа которого на экране заметна. Поэтому единственный способ обеспечить высокое качество — ручная фокусировка. Большинство современных аналоговых и цифровых кинокамер оснащаются устройством типа фоллоу-фокус, облегчающим поддержание резкости. Вокруг вращающейся ручки привода кольца фокусировки объектива размещается специальная шкала из белой пластмассы. При разметке сцены дистанции наводки отмечаются на этом кольце фломастером, а в процессе съёмки метки служат ориентиром при переводе фокуса. При оптической технологии кинопроизводства (на киноплёнке) перед съёмкой каждой сцены фокус-пуллер измерял дистанции от фокальной плоскости киносъёмочного аппарата до снимаемых объектов и делал отметки фломастером. В современной цифровой технологии фокусировка производится на удалённом мониторе видеоконтроля при помощи дистанционного управления объективом камеры.

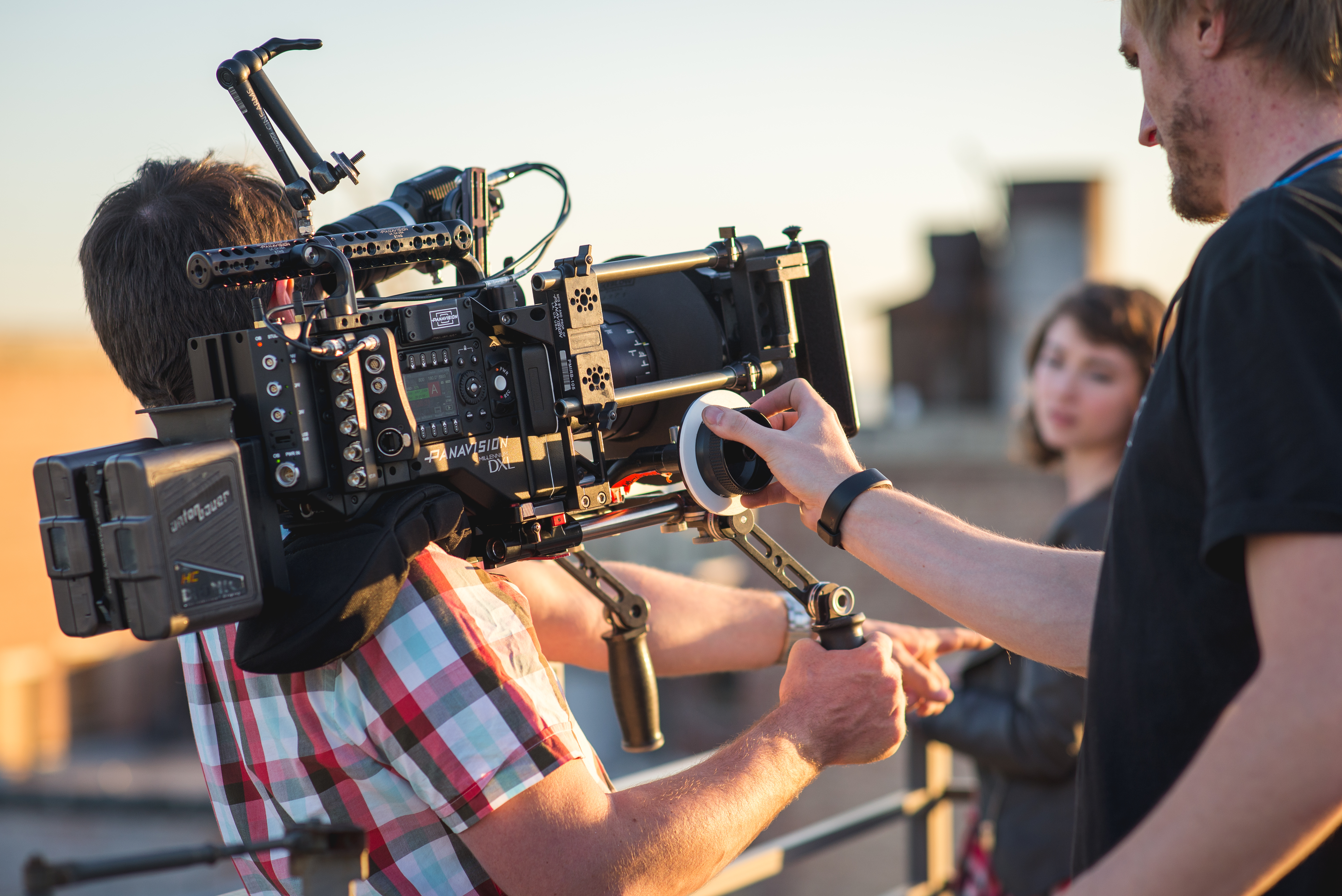
Работа фокус-пуллера с цифровой камерой

Метки на полу съёмочной площадки, ограничивающие перемещение актёров пределами зоны фокусировки, также размещает фокус-пуллер. При съёмке с движения, в том числе с помощью стабилизаторов типа «Стэдикам», фокус-пуллер работает дистанционно по радиомодулю. Непрерывно наблюдая изображение с помощью телевизира, ассистент дистанционно управляет наводкой объектива на сюжетно-важные объекты и детали. При современной цифровой технология кинопроизводства фокус-пуллер работает дистанционно с любыми камерами, управляя объективом с портативного пульта. Работа ассистента по фокусу чрезвычайно важна, так как от неё зависит качество изображения. Технический брак неточной фокусировки или «мытого фокуса» не поддаётся исправлению и приводит в негодность отснятый материал, независимо от его ценности и вложенных в постановку средств. Британский кинооператор Оливер Стэплтон (англ. Oliver Stapleton, BSC) писал о своих «фокусниках»:
Работа первого ассистента оператора или фокус-пуллера — одна из самых сложных на съёмочной площадке. И эта работа не заметна никому, пока он не ошибается
Кроме точной фокусировки, 1-й ассистент также отвечает за работоспособность всего съёмочного оборудования, включая аккумуляторы, объективы, светофильтры, компендиумы и кассеты. Кроме того, он обязан обеспечивать своевременное техническое обслуживание и чистку камеры. Ещё одна обязанность по окончании каждого съёмочного дня заключается в очистке кадрового окна и фильмового канала камеры от посторонних частиц, волос и нагара, приводящих к появлению по краям кадра «бахромы» и к царапинам на киноплёнке. В цифровых кинокамерах 1-й ассистент контролирует чистоту матрицы.